# Festival de Brasília
Il Festival de Brasília conosciuto anche come Festival de Brasília do Cinema Brasileiro è un festival del cinema brasiliano con sede a Brasilia, il più antico del suo genere nel paese.